# Сьог'ютлючешме (станція)
40°59′28″ пн. ш. 29°02′16″ сх. д. / 40.9910017° пн. ш. 29.0376538° сх. д.
Сьог'ютлючешме (тур. Söğütlüçeşme İstasyonu) — залізнична станція в районі Кадикьой міста Стамбул, Туреччина. 
До 2013 року станція обслуговувалась приміськими, а також регіональними та міжміськими поїздами. 
Сьог'ютлючешме було закрито 19 червня 2013 року для відновлення та розширення залізниці для нової системи приміського сполучення Мармарай. Розташована за 1,46 км на схід від станції Хайдарпаша, на віадуку з двома острівними платформами з чотирма коліями.
Станція Сьог'ютлючешме була знову відкрита 12 березня 2019 року разом з рештою проекту Мармарай до Гебзе

## Історія
Початкова станція була відкрита в 1872 році османським урядом як частина залізниці від Кадикьой до Ізміту. 
. 
Ця станція була розташована на північ від сьогоденної станції на рівні землі. 
Станція разом із залізницею була продана Chemins de fer Ottomans d'Anatolie (CFOA) в 1880 році. 
CFOA керувала залізницею до 1924 року, коли її купив турецький уряд і зрештою передав Турецьким державним залізницям. 
Станція була електрифікована в 1969 році.
Сучасна станція була побудована в 1975 — 1979 роках та відкрита в 1985 році. 

У 2009 році стамбульський метробус було подовжено від Зінджирлікую до Сьог'ютлючешме, завдяки чому Сьог'ютлючешме стала першою станцією в передмісті Хайдарпаша, що була з’єднана з рештою мережі громадського транспорту Стамбула. . 

## Опис
Станція розташована над парком Сьог'ютлючешме. 
З північної сторони станції є пересадка на Метробус до Ускюдара, Левента та західного Стамбула. 
Історичний центр міста Кадикьой розташований за 650 м на захід від станції. 
Стадіон Шюкрю Сараджоглу, де грає «Фенербахче» , розташований прямо на південний схід. 
Ще одна важлива будівля неподалік — штаб-квартира муніципалітету Кадикьой, розташована прямо на північ від станції. 
На схід від станції розташована будівля весільного залу району Кадикьой. 

Райони навколо станції Сьог'ютлючешме: Аджибадем на північному заході, Гасанпаша безпосередньо на північ, Фікіртепе та Еїтим на північний схід, Зюхтюпаша на південний схід, Османага та Джаферага (центр міста Кадикьой) безпосередньо на південь і Расімпаша на південний захід.

## Пересадки
- Автобуси: 2, 8E, 9K, 10B, 10E, 10G, 14AK, 14B, 14CE, 14ES, 14Y, 14ÇK, 14ŞB, 15SK, 15YK, 15ÇK, 17, 17L, 19ES, 19F, 19K, 19M, 19S, 19Y, 20D, 20K, ER1, ER2,FB1, FB2, GZ1, GZ2

## Визначні місця
- Муніципалітет Кадикьой
- Курбагалідере[tr]
- Стадіон Шюкрю Саракоглу
- Багдадський проспект
- Лікарня Медиджана Кадикьой

## Сервіс
| Попередня станція          | Лінія | Лінія             | Лінія                | Наступна станція    |
| -------------------------- | ----- | ----------------- | -------------------- | ------------------- |
| Бакиркьой до Халкали       |       | Yüksek Hızlı Tren |                      | Бостанджи до Анкара |
| Бакиркьой до Халкали       |       | Yüksek Hızlı Tren | Бостанджи до Караман |                     |
| Бакиркьой до Халкали       |       | Анкара-Експрес    |                      | Бостанджи до Анкара |
| Айрилик-Чешмесі до Халкали |       | Мармарай          |                      | Фенерйолу до Гебзе  |